# Mikołaj Bykowski
Mikołaj Bykowski herbu Gryf (zm. przed 12 marca 1705 roku) – kasztelan podlaski w 1688 roku, starosta zakroczymski od 1654 roku.
Poseł sejmiku zakroczymskiego na sejm 1661 roku. Poseł sejmiku łęczyckiego województwa łęczyckiego na sejm wiosenny 1666 roku. Poseł na sejm konwokacyjny 1668 roku z województwa łęczyckiego. Był członkiem konfederacji generalnej zawiązanej 5 listopada 1668 roku na tym sejmie. Jako poseł na sejm konwokacyjny 1674 roku z ziemi drohickiej był członkiem konfederacji generalnej zawiązanej 15 stycznia 1674 roku na tym sejmie.
Był elektorem Michała Korybuta Wiśniowieckiego z województwa łęczyckiego w 1669 roku. W 1674 roku był elektorem Jana III Sobieskiego z województwa podlaskiego.